# Neurodegeneracja związana z kinazą pantotenianu

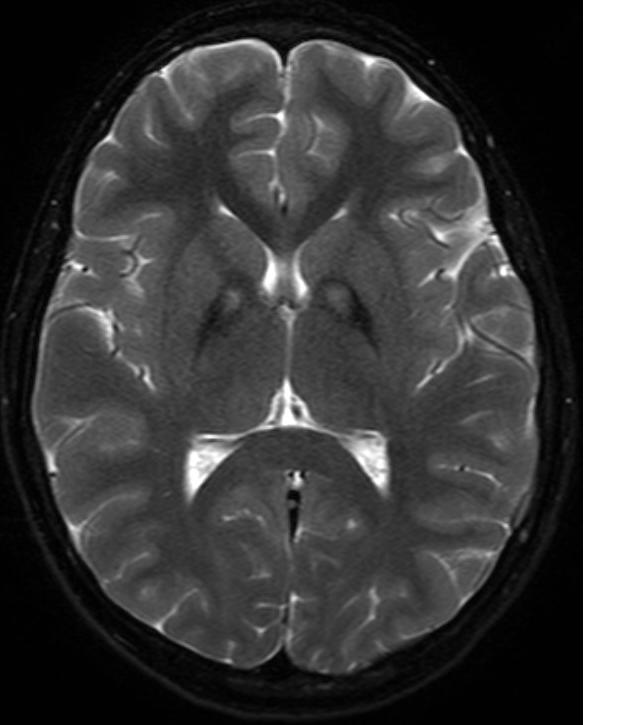
Obraz MRI mózgowia pacjenta z PKAN ukazujące depozyty żelaza w jądrach podstawnych mózgu, nazywanych objawem "oczu tygrysa".

Neurodegeneracja związana z kinazą pantotenianu (także encefalopatia z odkładaniem żelaza, neurozwyrodnienie z akumulacją żelaza typu I, dawniej choroba Hallervordena-Spatza, ang. panthotenate kinase-associated neurodegeneration, PKAN, Hallervorden-Spatz disease) – genetycznie uwarunkowana choroba neurodegeneracyjna, jedna z najczęstszych chorób układu pozapiramidowego u dzieci. Chorobę opisali Hugo Spatz i Julius Hallervorden w pracy z 1922 roku.

## Etiologia
Choroba jest spowodowana mutacją w genie PANK2 w locus 20 p13-p12.3. Dziedziczy się w sposób autosomalny recesywny. Występuje z częstością 1-3:  1 000 000 osób. Gen PANK2 koduje kinazę pantotenianową 2, enzym biorący udział w biosyntezie koenzymu A, pantotenianu (witaminy B5) i panteteiny. Wiadomo, że w neuronach jąder podstawy chorych na HSS odkładają się duże ilości żelaza, prawdopodobnie działającego neurotoksycznie przez indukcję powstawania reaktywnych form tlenu.

## Objawy i przebieg
Wyróżnia się cztery typy choroby według Seitelbergera:
- typ dziecięcy
- typ późnodziecięcy
- typ młodzieńczy
- typ dorosłych.

Pierwsze objawy najczęstszej postaci późnodziecięcej pojawiają się między 4. a 15. rokiem życia. Są to: 
- otępienie
- uogólniona dystonia, zwłaszcza oromandibularna
- dysfagia
- dyzartria
- ruchy choreoatetotyczne
- spastyczność, stopa końsko-szpotawa lub wydrążona (pes excavatum)
- tylnosznurowe zaburzenia czucia
- czasem pogorszenie widzenia spowodowane barwnikowym zwyrodnieniem siatkówki), do ślepoty włącznie.

W postaci dorosłych przeważają objawy zespołu parkinsonowskiego.

## Rozpoznanie
Rozpoznanie opiera się na badaniu MRI mózgu T2-zależnym, wykazujące charakterystyczne zmiany hiperintensywne w przednioprzyśrodkowej części gałki bladej i obniżenie sygnału z zewnętrznej warstwy gałki bladej i części siatkowatej istoty czarnej, tzw. objaw tygrysiego oka, charakterystyczny, ale nie patognomoniczny dla choroby Hallervordena-Spatza. Badanie neuropatologiczne wykazuje obecność złogów żelaza i α-synukleinododatnich sferoidów w gałce bladej.

## Leczenie
Nie ma jak dotąd możliwości leczenia przyczynowego choroby, dlatego leczenie jest wyłącznie objawowe i polega między innymi na podawaniu leków przeciwdrgawkowych.

## Historia
Chorobę opisali jako pierwsi niemieccy neuropatolodzy Hugo Spatz i Julius Hallervorden w pracy z 1922 roku. Z powodu zaangażowania tych dwóch lekarzy w nazistowski program przymusowej eutanazji nieuleczalnie chorych dzieci zaproponowano zarzucenie eponimicznej nazwy choroby i zastąpienie jej opisowym określeniem; wyjaśnienie genetycznego podłoża schorzenia pozwoliło na zaproponowanie terminu "neurodegeneracji związanej z kinazą pantotenianową" (pantothenate kinase-associated neurodegeneration).